# Red velvet cake
Red velvet cake är en rödbrun chokladtårta med smörkrämsfyllning, vars ursprung tros komma från Maryland under tidigt 1900-tal. I traditionella recept används kakao istället för hushållsfärg.